# Eddy Seigneur
Eddy Seigneur (født 15. februar 1969 i Beauvais) er en tidliegre fransk professionel landevejscykelrytter. Han vandt Champs-Élysées-etapen i Tour de France 1994. Han har vundet det franske mesterslab i enkelstart fire gange og han har også vundet det i landevejscykling i 1995.